# Cementerio de la Magdalena (París)

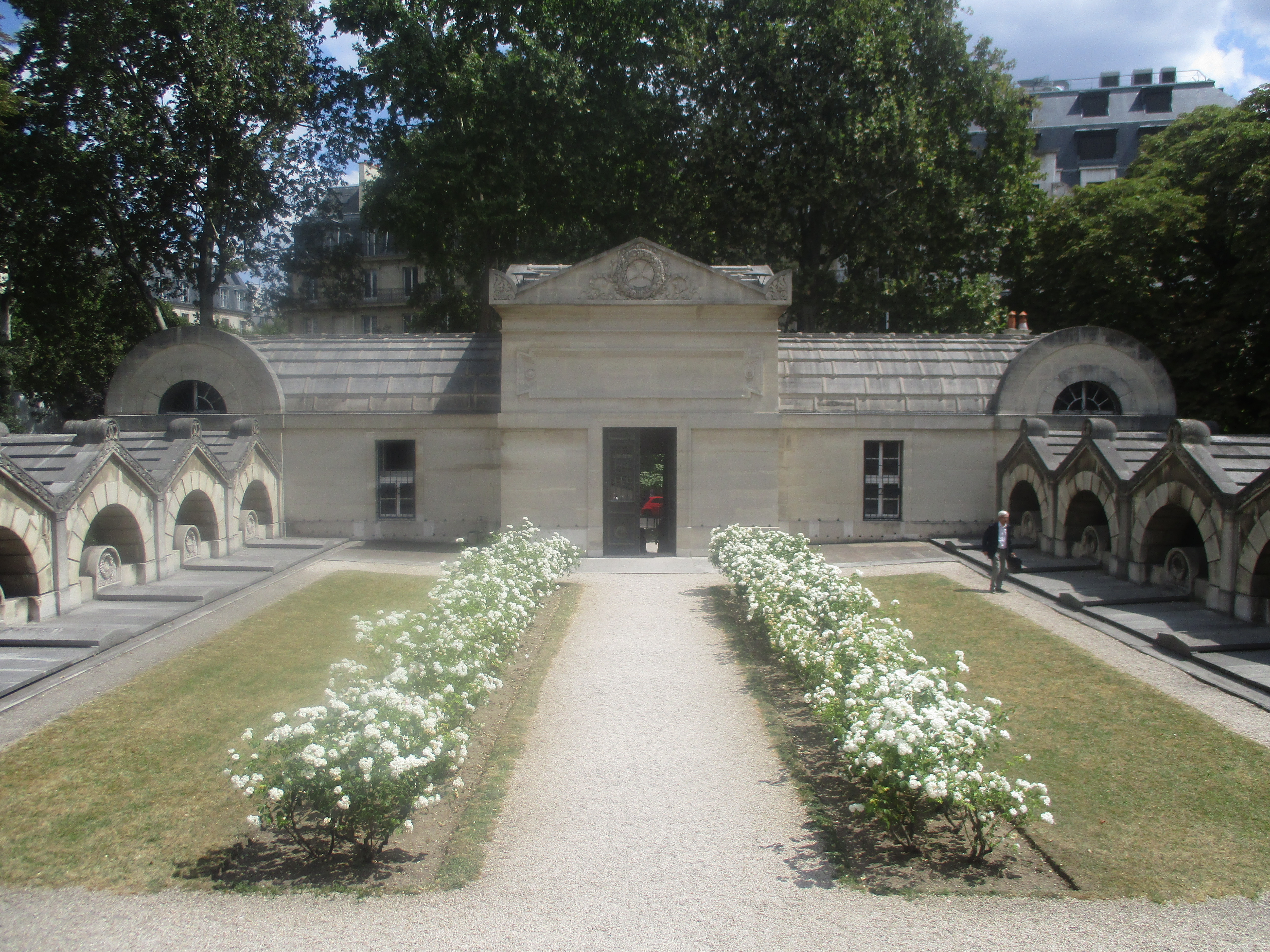
Capilla expiatoria de las rosas blancas

El cementerio de la Magdalena (cimetière de la Madeleine, en francés), es un antiguo cementerio parisino hoy desaparecido donde fueron depositados los cuerpos de la mayoría de las personas guillotinadas en la plaza de la Revolución (actual plaza de la Concordia) durante la Revolución Francesa. Hoy en día el cementerio está ocupado por los jardines Luis XVI, situados en el octavo distrito de París.

## Lista de personas inhumadas
- Luis XVI de Francia († 21 de enero de 1793) Sus restos fueron trasladados del cementerio de la Magdalena a la basílica de Saint-Denis el 21 de enero de 1815.[1]

- María Antonieta de Austria († 16 de octubre de 1793) Sus restos fueron trasladados del cementerio de la Magdalena a la basílica de Saint-Denis el 21 de enero de 1815.

- Charlotte Corday († 18 de julio de 1793)

- Los veintidós girondinos guillotinados el 10 de Brumario del año II (31 de octubre de 1793):
  - Charles-Louis Antiboul
  - Jacques Boilleau
  - Jean-Baptiste Boyer-Fonfrède
  - Jacques-Pierre Brissot
  - Jean-Louis Carra
  - Gaspard-Séverin Duchastel
  - Jean-François Ducos
  - Charles Éléonor Dufriche-Valazé
  - Jean Duprat
  - Claude Fauchet
  - Jean-François Martin Gardien
  - Armand Gensonné
  - Jacques Lacaze
  - Marc David Lasource
  - Claude Romain Lauze de Perret
  - Pierre Lehardy
  - Benoît Lesterpt-Beauvais
  - Jacques Pierre Agricol Mainvielle
  - Charles-Alexis Brûlart, marquis de Sillery
  - Pierre-Victurnien Vergniaud
  - Louis-François-Sébastien Viger
- Madame Roland († 8 de noviembre de 1793).
- La condesa Jeanne du Barry (favorita de Luis XV, fallecida el 8 de diciembre de 1793).
- Olympe de Gouges († 3 de noviembre de 1793).
- Los guardas suizos abatidos en el Palacio de las Tullerías el 10 de agosto de 1792.
- Antoine Charles Augustin d'Allonville muerto en el palacio de las Tullerías el 10 de agosto de 1792.
- Antoine-Nicolas Collier, general Conde de la Marlière, condenado a muerte por el tribunal revolucionario el 26 de noviembre de 1793 († 6 de Frimario del año II).

## El cementerio después de 1793
Descloseaux, un vecino que vivía cerca del cementerio, compró el terreno. Habiendo sido testigo de las inhumaciones realizadas, había circunscrito el lugar exacto donde reposaban los cuerpos. Rodeó el recinto con arbustos, sauces llorones y cipreses, con el fin de salvaguardar los cuerpos de los que fueron enterrados allí.